# 恋人試験
『恋人試験』（こいびとしけん）は、1976年5月25日に発売された松本ちえこの3枚目のシングル。

## 概要
- キャニオンがレコード部門を独立させレーベルとして一新させリリースされた第一号のシングルレコードである[1]（ちなみにカセットテープは「ポニー」からの発売である）。その為、レコード番号は「C-1」である。

- 中々ヒットに恵まれなかった松本にとって初となる大ヒット曲となった。オリコンチャート最高5位、売り上げ枚数は27.7万枚[2]。また当時特別に発売されたシングルカセットやレコード出荷枚数を合計すると総数は41万枚を超える大ヒットとなった[3]。

- 資生堂「バスボン」のCMに出演していたのは、この楽曲の発売前からである。後にCMで人気となり、この楽曲にも恵まれた。CMで使用されたのは「バスボンのうた」と題して、販促用ソノシートレコードとして一部に配布された。

- 8月には「恋人シリーズ」の第二弾として「恋人願書」をリリースしたが「恋人試験」を超えるまでのヒットとはならなかった。

## 収録曲
- 全曲作・編曲：あかのたちお

1. 恋人試験
作詞：伊藤アキラ
2. すてきな三銃士
作詞：さいとう大三

## 販促用ソノシート盤
- 全曲作曲：あかのたちお

1. バスボンのうた
作詞：糸井重里・吉田博昭
2. バスボンのうた パートII
作詞：吉田博昭